# Inname van Steenbergen (1590)
De Inname van Steenbergen is de verovering van de stad Steenbergen tijdens de Tachtigjarige Oorlog door het Staatse leger onder leiding van Maurits van Nassau, de latere prins van Oranje. In september 1590 gaf de stad zich over aan Maurits.
Begin 1590 weet Maurits dankzij een list met een turfschip Breda in te nemen. Daarna trok Maurits nog door West-Brabant, waarbij hij diverse plaatsen veroverde. Tijdens deze tocht kwam hij ook bij Steenbergen. Steenbergen was begin 16e eeuw een relatief grote stad, maar na een stadsbrand in 1565, werd de stad voor het grootste gedeelte niet meer opgebouwd. Hierbij werd wel een enkele verdedigingsmuur opgebouwd. De stad was dan ook zeer verarmd en werd haast als onbewoond verklaard. Deze factoren zorgde ervoor dat Maurits de stad in september 1590 snel kon innemen.
Na het beleg, tijdens het Twaalfjarig Bestand lieten de Staten-Generaal de verdedigingswerken van de stad nog wel versterken, maar bleef de stad wel een zwak punt in de gehele verdedigingslinie.
1577: Filips van Hohenlohe-Neuenstein · 
1583: Slag bij Steenbergen · 
1590: Maurits van Oranje · 
1622: Velasco · 
1747: Löwendahl · 
1944: Bevrijding van Steenbergen en Welberg